# USA i olympiska vinterspelen 1948
USA deltog med 69 deltagare vid de olympiska vinterspelen 1948 i Sankt Moritz. Totalt vann de tre guldmedaljer, fyra silvermedaljer och två bronsmedaljer.

## Medaljer

### Guld
- Gretchen Fraser - Alpin skidåkning, slalom.
- Francis Tyler, Patrick Martin, Edward Rimkus och William D'Amico - Bob, fyramanna.
- Dick Button - Konståkning.

### Silver
- Gretchen Fraser - Alpin skidåkning, kombination.
- John Heaton - Skeleton.
- Ken Bartholomew - Skridskor, 500 meter.
- Robert Fitzgerald - Skridskor, 500 meter.

### Brons
- James Bickford, Thomas Hicks, Donald Dupree och William Dupree - Bob, fyramanna.
- Frederick Fortune och Schuyler Carron - Bob, tvåmanna.